# Giải bóng đá Cúp Quốc gia 1996
Giải bóng đá Cúp Quốc gia 1996 là mùa giải thứ năm của Giải bóng đá Cúp Quốc gia do Liên đoàn bóng đá Việt Nam (VFF) tổ chức, với sự tham gia của các câu lạc bộ bóng đá tại Việt Nam. Các đội tham dự được chia theo 3 khu vực, thi đấu vòng loại để chọn 8 đội vào vòng chung kết tại Thành phố Hồ Chí Minh. Giải khởi tranh từ tháng 8 năm 1996 và kết thúc vào ngày 5 tháng 12 năm 1996.
Hải Quan đã giành được chức vô địch sau khi đánh bại Cảng Sài Gòn trong loạt sút luân lưu 11m với tỷ số 6-5 (hai đội hòa nhau 0-0) trên Sân vận động Thống Nhất, Thành phố Hồ Chí Minh.

## Vòng loại

### Bảng B (Khu vực miền Trung)
Bảng dưới đây ghi lại kết quả một số trận đấu.
| Ngày       | Sân       | Đội 1     | Tỷ số | Đội 2               |
| ---------- | --------- | --------- | ----- | ------------------- |
| 18 tháng 8 | Nha Trang | Khánh Hòa | 1 – 0 | Quảng Ngãi          |
| 18 tháng 8 | Đà Lạt    | Lâm Đồng  | 1 – 0 | Cấp nước Đà Nẵng    |
| 18 tháng 8 | Tuy Hòa   | Phú Yên   | 0 – 0 | Đắk Lắk             |
| 18 tháng 8 | Gia Lai   | Gia Lai   | 2 – 0 | Thanh niên Quy Nhơn |

### Bảng C (Khu vực miền Nam)
Các trận đấu vòng loại thuộc bảng C đã diễn ra từ ngày 21 tháng 8 đến ngày 4 tháng 9 năm 1996. 16 đội tham dự chia cặp thi đấu chọn hai đội vào vòng chung kết.
| - An Giang - Thanh niên Long An - Đá Mỹ Nghệ - Cần Thơ - Hải Quan - Quân khu 7 - Cảng Sài Gòn - Thanh niên Gò Vấp | - Tiền Giang - Sóc Trăng - Kiên Giang - Cao su Bình Long - Cao su Đồng Nai - Đồng Tháp - Tây Ninh - Vĩnh Long |

## Vòng chung kết
Vòng chung kết Cúp Quốc gia 1996 được tổ chức từ ngày 23 tháng 11 đến ngày 5 tháng 12 năm 1996 tại Sân vận động Thống Nhất, Thành phố Hồ Chí Minh. 8 đội bóng tham dự thi đấu theo thể thức đấu loại trực tiếp, được bắt cặp thi đấu hai lượt trận ở vòng tứ kết và một lượt trận ở bán kết và chung kết. Nếu tỷ số hòa, hiệp phụ (có áp dụng luật bàn thắng vàng) và loạt sút luân lưu (nếu cần) sẽ được sử dụng để quyết định đội thắng.
Đội Hải Quan được tham dự vòng chung kết thay Công an Thành phố Hồ Chí Minh bị kỷ luật sau trận chung kết Giải vô địch quốc gia 1996, dù đã bị loại từ vòng ngoài.

### Vòng tứ kết
| Đội 1            | TTS   | Đội 2             | Lượt đi | Lượt về |
| ---------------- | ----- | ----------------- | ------- | ------- |
| Cảng Sài Gòn     | 5 – 2 | Công an Hải Phòng | 3 – 2   | 2 – 0   |
| Sông Lam Nghệ An | 4 – 3 | Lâm Đồng          | 3 – 3   | 1 – 0   |
| Quảng Ngãi       | 0 – 2 | Đồng Tháp         | 0 – 1   | 0 – 1   |
| Công an Hà Nội   | 4 – 5 | Hải Quan          | 2 – 3   | 2 – 2   |

#### Lượt đi
| Ngày 23 tháng 11 năm 1996 | Cảng Sài Gòn | 3 – 2 | Công an Hải Phòng | Sân vận động Thống Nhất, Thành phố Hồ Chí Minh |  |
| 17:00                     |              |       | Trường Sơn 52'    |                                                |  |

| Ngày 24 tháng 11 năm 1996 | Sông Lam Nghệ An | 3 – 3 | Lâm Đồng | Sân vận động Thống Nhất, Thành phố Hồ Chí Minh |  |
| 17:00                     | Văn Sỹ Thủy 87'  |       |          |                                                |  |

| Ngày 25 tháng 11 năm 1996 | Quảng Ngãi | 0 – 1 | Đồng Tháp     | Sân vận động Thống Nhất, Thành phố Hồ Chí Minh |  |
| 17:00                     |            |       | Tấn Thành 65' |                                                |  |

| Ngày 26 tháng 11 năm 1996 | Hải Quan | 3 – 2 | Công an Hà Nội | Sân vận động Thống Nhất, Thành phố Hồ Chí Minh |
| 17:00                     |          |       |                |                                                |

#### Lượt về
| Ngày 28 tháng 11 năm 1996 | Lâm Đồng | 0 – 1 | Sông Lam Nghệ An | Sân vận động Thống Nhất, Thành phố Hồ Chí Minh |  |
| 15:30                     |          |       | Văn Sỹ Hùng ?'   |                                                |  |

Sông Lam Nghệ An thắng với tổng tỷ số 4–3.
| Ngày 28 tháng 11 năm 1996 | Công an Hải Phòng | 0 – 2 | Cảng Sài Gòn                     | Sân vận động Thống Nhất, Thành phố Hồ Chí Minh |  |
| 17:00                     |                   |       | Võ Hoàng Bửu ?' · Ngọc Thanh 68' |                                                |  |

Cảng Sài Gòn thắng với tổng tỷ số 5–2.
| Ngày 29 tháng 11 năm 1996 | Đồng Tháp      | 1 – 0 | Quảng Ngãi | Sân vận động Thống Nhất, Thành phố Hồ Chí Minh |  |
| 15:30                     | Quốc Cường 17' |       |            |                                                |  |

Đồng Tháp thắng với tổng tỷ số 4–3.
| Ngày 29 tháng 11 năm 1996 | Công an Hà Nội               | 2 – 2 | Hải Quan                       | Sân vận động Thống Nhất, Thành phố Hồ Chí Minh |  |
| 17:00                     | Văn Hùng 7' · Tuấn Thành 75' |       | Anh Trung 45' · Thanh Hải 110' |                                                |  |

Hai đội hòa nhau với tỷ số 4–4 sau hai lượt. Hải Quan thắng trong hiệp phụ nhờ luật bàn thắng vàng.

### Vòng bán kết
| Ngày 1 tháng 12 năm 1996 | Cảng Sài Gòn                    | 2 – 0 | Sông Lam Nghệ An | Sân vận động Thống Nhất, Thành phố Hồ Chí Minh |  |
| 17:00                    | Hồ Văn Lợi 17' · Ngọc Thanh 67' |       |                  |                                                |  |

| Ngày 2 tháng 12 năm 1996 | Đồng Tháp | 0 – 1 | Hải Quan             | Sân vận động Thống Nhất, Thành phố Hồ Chí Minh |  |
| 17:00                    |           |       | Trương Văn Dưỡng 46' |                                                |  |

### Trận chung kết
| Ngày 5 tháng 12 năm 1996 | Hải Quan | 0 – 0 (6 - 5 p) | Cảng Sài Gòn | Sân vận động Thống Nhất, Thành phố Hồ Chí Minh |  |
| 16:00                    |          |                 |              | Lượng khán giả: 15.000                         |  |

| Vô địch Cúp Quốc gia 1996 Hải Quan Lần thứ nhất |

## Giải thưởng
- Vô địch: 100 triệu đồng
- Á quân: 50 triệu đồng
- Hạng ba: 20 triệu đồng
- Giải phong cách: 20 triệu đồng
- Cầu thủ xuất sắc nhất: 3 triệu đồng
- Thủ môn xuất sắc nhất: 3 triệu đồng